# W.E.S.T.
Pour les articles homonymes, voir West.
W.E.S.T. est une série de bande dessinée éditée par Dargaud.

## Synopsis
Le tout début du XXe siècle, aux États-Unis. Une société secrète, le Century Club, ourdit des complots maléfiques. Les plus hauts cercles du pouvoir sont infiltrés. Pour contrer la menace, le président William McKinley charge son responsable de la sécurité d’une enquête officieuse, en le laissant libre de la méthode employée et du personnel enrôlé.
L’acronyme W.E.S.T. signifie Weird Enforcement Special Team. Il s’agit d’une équipe hétéroclite réunie par Morton Chapel à la manière de Mission impossible, ou même des Douze Salopards puisque certains membres du groupe sont des repris de justice.

## Analyse
Le thème est celui du western, à la jonction avec le monde moderne. La série associe des faits et des personnages historiques à des enquêtes relevant du surnaturel. Les histoires sont organisées en diptyques, chaque cycle portant le millésime de l’année en cours à partir de 1901.

## Les personnages
- Morton Chapel : chef de l'équipe, aventurier anglais au passé trouble
- Angel Salvaje : indien exorciste
- Joey Bishop : tireur d'élite, chasseur de primes
- Bart Rumble : associé de Bishop
- Kathlyn Lennox : psychiatre, fille du sénateur Lennox

## Albums
- W.E.S.T., Dargaud :

1. La Chute de Babylone, 2003[1].
2. Century Club, 2005.
3. El Santero, 2006.
4. Le 46e État, 2008.
5. Megan, 2009[2].
6. Seth, 2011.

- W.E.S.T. : Édition intégrale, Dargaud, 2013.

### Documentation
- Xavier Dorison (interviewé), Fabien Nury (interviewé) et Frédéric Bosser, « Dorison & Nury, la force est avec eux », dBD, no 33,‎ juin 2009, p. 26-31.
- Christian Rossi (interviewé) et Frédéric Bosser, « Christian Rossi, l'inusable », dBD, no 33,‎ juin 2009, p. 33-37.